# Carolyn Davidson
Pour les articles homonymes, voir Davidson.
 (mars 2023).
Si vous disposez d'ouvrages ou d'articles de référence ou si vous connaissez des sites web de qualité traitant du thème abordé ici, merci de compléter l'article en donnant les références utiles à sa vérifiabilité et en les liant à la section « Notes et références ».
Carolyn Davidson, née en 1943, est une graphiste américaine, connue pour avoir réalisé le Swoosh, logo officiel de la marque américaine Nike.

## Biographie

### Étudiante
Elle a étudié le design graphique à l’université d'État de Portland (Oregon) de 1971 à 1978, où elle conçoit le logo en forme de virgule de Nike (plus communément appelé le Swoosh).
En 1971, son professeur de comptabilité Phil Knight (qui est alors un entrepreneur peu connu) remarque son travail lors d’une mission. Knight lui propose alors de travailler pour la marque alors appelée Blue Ribbon Sport. Très influencé par le logo d'Adidas, le fondateur Phil Knight veut un logo qui se caractérise par une ligne et symbolise le mouvement : « Il voulait juste qu'il ressemble à la vitesse. » Carolyn Davidson commence à dessiner quelques esquisses sur papier de soie et les positionne sur une chaussure pour visualiser chaque angle de vue. En juin 1971, la graphiste présente différentes propositions de logo. Knight prend sa décision finale en choisissant la virgule (symbole s'inspirant des ailes de Nikê, déesse grecque de la victoire) parmi d’autres propositions. Il déclare à l’époque : « Je ne l’aime pas vraiment mais je vais m'y faire. » Pour ce travail, BRS reverse 35 $ à Carolyn Davidson pour un travail effectué en 17 heures et demie (équivalent de 260 $ en 2023). On pourrait penser qu'elle a été sous-payée, compte tenu que le logo qu'elle a créé est devenu l'un des plus connus dans le monde. Cependant, Phil Knight lui a aussi offert des actions Nike lors de son entrée en Bourse en 1980 a titre de paiement supplémentaire. De plus, Carolyn Davidson a affirmé avoir été plutôt plutôt satisfaite de ce salaire à l'époque et que le fait qu'il soit devenu mondialement célèbre est avant tout une récompense morale[réf. nécessaire].

### Blue Ribbon Sport et Nike
Carolyn Davidson continue à travailler pour Blue Ribbon Sport (principalement importateur d’Onitsuka Tiger en Amérique), le plus souvent en réalisant des diagrammes et des graphiques afin de les présenter devant des cadres japonais.
Quelques années plus tard, Phil Knight décide qu'il est temps de faire prendre une autre dimension à ses affaires, lassé d'être un simple distributeur américain de chaussures de course japonaises et se lance dans la production et la vente de ses propres lignes de chaussures. BRS devient officiellement Nike en 1971.
En 1976, Nike embauche sa première agence de publicité en externe, John Brown and Partners, et Carolyn Davidson continue de travailler en fonction des besoins des autres clients.
En septembre 1983, Phil Knight invite Carolyn Davidson à un repas officiel de la société. Il lui remet lors de cet événement une bague en diamant gravée du Swoosh, et une enveloppe contenant 500 actions Nike. À propos de cette donation, elle déclare : « Ce qu’a fait Phil est assez spécial, car je l’ai déjà facturé pour ce projet et il a payé cette facture ». Ces 500 actions sont estimées en mars 2023 à 944 000 $.

### L'après Nike
Elle décide ensuite de quitter Nike afin de continuer sa carrière personnelle et de s'investir dans sa clientèle. Après avoir quitté Nike en 1975, elle continue de concevoir des logos pour tous types d’enseignes. 
Carolyn Davidson prend sa retraite en 2000, et s’engage dans les loisirs et le bénévolat, notamment les droits hebdomadaires à la Maison Ronald McDonald Legacy Emanuel Hospital & Health Center en Oregon.
Elle est encore considérée comme l’un des co-fondeurs de Nike, et comme l’artiste ayant produit l'un des symboles les plus reconnaissables dans le monde. 

## Source
- Symboles : quand la marque se fait emblème (édition Pyramyd)